# Helianthemum helianthemum
Helianthemum helianthemum là một loài thực vật có hoa trong họ Nham mân khôi. Loài này được (L.) H. Karst. mô tả khoa học đầu tiên năm 1882.